# Camillo Walzel
Camillo Walzel fue un libretista y gestor teatral austro-alemán nacido el 11 de febrero de 1829 en Magdeburgo y fallecido el 17 de marzo de 1895 en Viena. Fue conocido principalmente por sus libretos para operetas, que firmó bajo los seudónimos de F. Zell y Friedrich Zell. Casi siempre escribió en colaboración con Richard Genée.

## Vida y obra
En sus primeros años trabajó en la fábrica litográfica de su padre. Walzel se trasladó a Viena en 1847 y estudió en su Academia de Bellas Artes. Posteriormente se alistó en el ejército. Antes de iniciar su carrera teatral fue redactor de un periódico y capitán de un barco de la Compañía de Vapores del Danubio.
En la década de 1860 se convirtió en libretista de opereta. Entre 1884 y 1889 fue director artístico del Theater an der Wien de Viena, donde compartió funciones con Alexandrine von Schönerer y Franz Jauner. En esos años el favorito del público, el gran tenor y actor Alexander Girardi, logró grandes éxitos de taquilla en los estrenos del teatro. Camillo Walzel fue «uno de los mejores adaptadores de textos teatrales franceses».
Una de sus creaciones más conocidas fue el libreto de la opereta Der Bettelstudent, con música de Carl Millöcker, que escribió junto a su colaborador Richard Genée, un autor con el que formó un auténtico equipo creativo. Otras de las creaciones conjuntas con Genée fueron Fatinitza (1876) y Boccaccio (1879) con música de Franz von Suppé, Cagliostro in Wien (1875) y Eine Nacht in Venedig (1883) con música de Johann Strauss (hijo), Die Fornarina con música de Carl Michael Ziehrer o Gasparone musicada por el ya mencionado Millöcker. También coescribió con Genée los libretos de varias de las obras que compuso este último. Es el caso de Der Seekadett (1876) y Nanon (1877). Cuando ambos autores fallecieron en 1895 con escasos meses de diferencia los vieneses dijeron que «incluso lo hicieron juntos».
Durante el último tercio del siglo XIX organizó, junto a los pintores Franz Lefler y Heinrich Lefler, festivales de verano en Weissenbach an der Triesting siguiendo la sugerencia de Adolph Freiherr von Pittel. Esta localidad de la Baja Austria era su lugar de residencia favorito y una de sus calles la Zellgasse, donde se encuentra la que fuera su villa de verano, lleva el nombre del artista. La tumba familiar también se encuentra en Weissenbach.
Su hijo Oskar Walzel fue literato y profesor universitario.